# Centwine
Centwine was koning van de Gewisse (Wessex) van 676 tot 685 (er bestaan andere, tegenstrijdige data.) Vermoedelijk was hij degene die weer tot een centraal opperkoningschap over Wessex kon komen, na een periode na de dood van Cenwalh van Wessex, waarin geen opperkoning boven de diverse onderkoningen van Wessex stond. Hij schijnt een succesvol strijder te zijn geweest, die onder meer tegen de Britten in Cornwall successen behaalde. In 685 werd hij opgevolgd door Cædwalla. Volgens sommige bronnen overleed hij dat jaar, andere bronnen stellen dat hij zich terugtrok in een klooster.
Centwine was vermoedelijk een zoon van koning Cynegils, al zou het ook kunnen dat zijn vader slechts een naamgenoot van deze Cynegils was.
Cerdic · Cynric · Ceawlin · Ceol · Ceolwulf · Cynegils · Cwichelm · Cenwalh · Penda van Mercia/Cenberht (?) · Cenwalh · Seaxburg · Æscwine · Centwine · Cædwalla · Ine · Æthelheard · Cuthred · Sigeberht · Cynewulf · Beorhtric · Egbert · Æthelwulf · Æthelbald · Æthelberht · Æthelred · Alfred de Grote · Eduard de Oudere · Æthelstan